# Villano III
Arturo Diaz Mendoza (né le 23 mars 1952 à Mexico et mort le 21 août 2018 dans la même ville) plus connu sous le nom de Villano III est un catcheur (lutteur professionnel) mexicain.
Il est le fils du catcheur Ray Mendoza (en) et le frère de Villano I (en) et Villano II (en) et devient catcheur en 1970. Il rejoint l'Universal Wrestling Association (UWA) que son père fonde en 1975. Il y devient un des catcheurs vedette remportant de nombreux titre chez les poids welters et poids mi-lourd notamment le championnat des poids mi-lourd de la World Wrestling Federation qu'il a détenu à sept reprises. De plus, il se distingue en ayant un grand nombre de victoires dans des luchas de apuestas où il met son masque en jeu. Il perd son masque le 17 mars 2000 face à Atlantis.
Surnommé « El panteja Rosa » en raison de son masque et tenue rose ou encore « El Rey Artur », il arrête sa carrière en 2015. Il meurt le 21 août 2018 d'un accident vasculaire cérébral.

## Jeunesse
Arturo Diaz Mendoza est le fils du catcheur José Día Velásquez plus connu sous le nom de Ray Mendoza (en) et Lupita Mendoza. Il a quatre frères : José Jesús, José Alfredo, Tomas et Raymundo. Il fait de la lutte avec ses autres frères et leur père ne souhaite pas les voir devenir catcheur.

## Carrière de catcheur

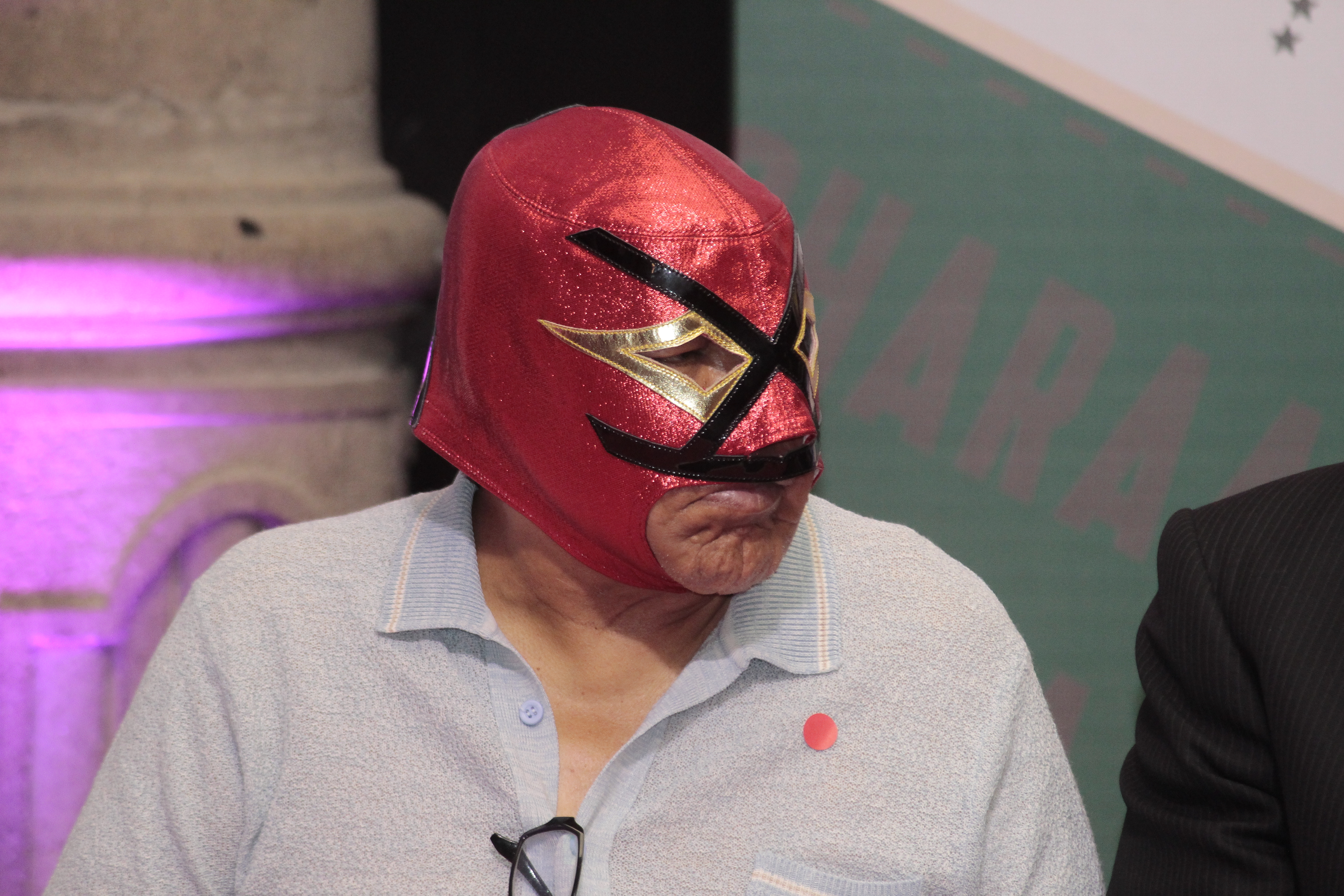
Villano III avec son masque en 2018.

Arturo Diaz Mendoza commence sa carrière à la Empresa Mexicana de Lucha Libre (EMLL) sous le nom de Mancha Roja puis Búfalo Salvaje. Il prend ensuite le nom de Villano III car ces deux frères aînés (José Jesús et José Alfredo) luttent déjà masqués sous les noms de Villano I (en) et Villano II (en). Une de ses premières victoires notable sous ce nom de ring est un Mask vs Hair face à Ray Acosta le 22 juillet 1973.
En 1975, Ray Mendoza (en) fonde avec d'autres membres de la direction de EMLL l'Universal Wrestling Association (UWA) et y fait venir ses fils. Villano III s'impose alors comme étant un des catcheurs vedettes de cette fédération. Il est notamment le premier champion du monde des poids welters de l'UWA après sa victoire face à Huracán Ramírez le 14 décembre 1975.

## Palmarès

### Championnats et accomplissements
- Asistencia Asesoria y Administracion (AAA)
  - 2 fois champion des Amériques des trios de la AAA avec Villano IV (en) et Villano V (en)[8]
  - 1 fois champion National Atomicos avec Villano IV (en), Villano V (en) et Pierroth Jr. (en)[9]
- Empresa Mexicana de Lla Lucha Libre / Consejo Mundial de Lucha Libre (EMLL / CMLL)
  - 1 fois champion du monde des poids mi-lourd du CMLL[10]
  - 1 fois champion National des Trios avec Dos Caras (en) et Villano V (en)[11]
- International Wrestling Revolution Group (en) (IWRG)
  - 1 fois champion intercontinental des trios de l'IWRG avec Villano IV (en) et Villano V (en)[12]
- Universal Wrestling Association (UWA)
  - 1 fois champion du monde des poids lourd junior de l'UWA[13]
  - 2 fois champion du monde des poids mi-lourd de l'UWA[14]
  - 1 fois champion du monde des poids welters de l'UWA[7]
  - 7 fois championnat des poids mi-lourd de la World Wrestling Federation[15]
- World Wrestling Council (WWC)
  - 2 fois champion poids lourd de Porto Rico du WWC[16]

### Luchas de apuetas
| #  | Résultat | Enjeu   | Adversaire (enjeu)                      | Date              | Lieu                | Notes                                                                                      |
| -- | -------- | ------- | --------------------------------------- | ----------------- | ------------------- | ------------------------------------------------------------------------------------------ |
| 1  | Victoire | Masque  | Ray Acosta (cheveux)                    | 22 juillet 1973   | NC                  |                                                                                            |
| 2  | Victoire | Masque  | Escorpión #1 and Escorpión #2 (masques) | 13 août 1978      | Mexico              | Villano III fait équipe avec Bobby Lee qui met en jeu ses cheveux.                         |
| 3  | Victoire | Masque  | Alberto Muñoz (cheveux)                 | 28 avril 1979     | Veracruz            |                                                                                            |
| 4  | Victoire | Masque  | El Signo (cheveux)                      | 1er août 1982     | Mexico              |                                                                                            |
| 5  | Victoire | Masque  | Perro Aguayo                            | 21 août 1983      | Naucalpan de Juárez |                                                                                            |
| 6  | Victoire | Masque  | Rambo (masque)                          | 25 octobre 1987   | Naucalpan de Juárez |                                                                                            |
| 7  | Victoire | Masque  | Pegasus Kid (masque)                    | 3 novembre 1991   | Naucalpan de Juárez |                                                                                            |
| 8  | Victoire | Masque  | Rambo (cheveux)                         | 24 septembre 1993 | Mexico              |                                                                                            |
| 9  | Victoire | Masque  | El Signo (cheveux)                      | 25 juillet 1994   | Puebla              |                                                                                            |
| 10 | Victoire | Masque  | El Mastodonte (masque)                  | 9 février 1997    | Naucalpan de Juárez |                                                                                            |
| 11 | Victoire | Masque  | Súper Astro (cheveux)                   | 25 décembre 1999  | Tijuana             |                                                                                            |
| 12 | Défaite  | Masque  | Atlantis (masque)                       | 17 mars 2000      | Mexico              |                                                                                            |
| 13 | Victoire | Cheveux | Máscara Año 2000 (en)                   | 4 août 2000       | Mexico              | Il s'agit d'un Domo de la Muerte auquel participe aussi Perro Aguayo et Pierroth Jr. (en). |
| 14 | Victoire | Cheveux | Rambo (cheveux)                         | 21 juin 2001      | Naucalpan de Juárez |                                                                                            |
| 15 | Victoire | Cheveux | El Signo (cheveux)                      | 29 juillet 2001   | Mexico              |                                                                                            |
| 16 | Victoire | Cheveux | Brazo de Oro (en) (cheveux)             | 8 août 2002       | Naucalpan de Juárez |                                                                                            |
| 17 | Victoire | Cheveux | Brazo de Oro (cheveux)                  | 11 juillet 2004   | Naucalpan de Juárez |                                                                                            |